# Preis für Verständigung und Menschenrechte
Der Internationale Preis für Menschenrechte und Verständigung ist eine Auszeichnung für Persönlichkeiten die sich gegen Menschenrechtsverletzungen und für Toleranz gegenüber Andersdenkenden in besonderer Weise starkmachen. Er wird von der Ulrich-Zwiener-Stiftung, dem Collegium Europaeum Jenense und der Friedrich-Schiller-Universität Jena seit 1996 vergeben und ist mit 2.500 Euro Preisgeld dotiert.

## Preisträger
- 1996: Tadeusz Mazowiecki, Polen, ehemaliger Ministerpräsident
- 1999: Yolande Mukagasana, Ruanda, Krankenschwester[1]
- 2002: Saad Eddin Ibrahim, Ägypten, Bürgerrechtler[2]
- 2004: Zoran Đinđić, Serbien, Ministerpräsident (posthum)[3]
- 2008: Wilhelm Goller, ehemaliger Leiter der Schule „Talitha Kumi“ in Beit Jala in Israel[4]
- 2012: Shirin Ebadi, Iran, Rechtsanwältin[5]

## Preis für interkulturelle Verständigung unter der Jugend
Seit 2003 wird ebenfalls ein Preis für interkulturelle Verständigung unter der Jugend vergeben, mit einem Preisgeld von 500 Euro
Preisträger
- 2003: Juliane Graf (Universität Erfurt),

Huang Ho (Universität Jena),
Madlen Kind (FH Schmalkalden)
- 2005: Kindersprachbrücke Jena e.V.
- 2009: Christliches Gymnasium Jena
- 2016: Förderzentrum am Andreasried, Erfurt

Klasse 10b der Regelschule „Conrad Ekhof“, Gotha